# Kraj (tygodnik)

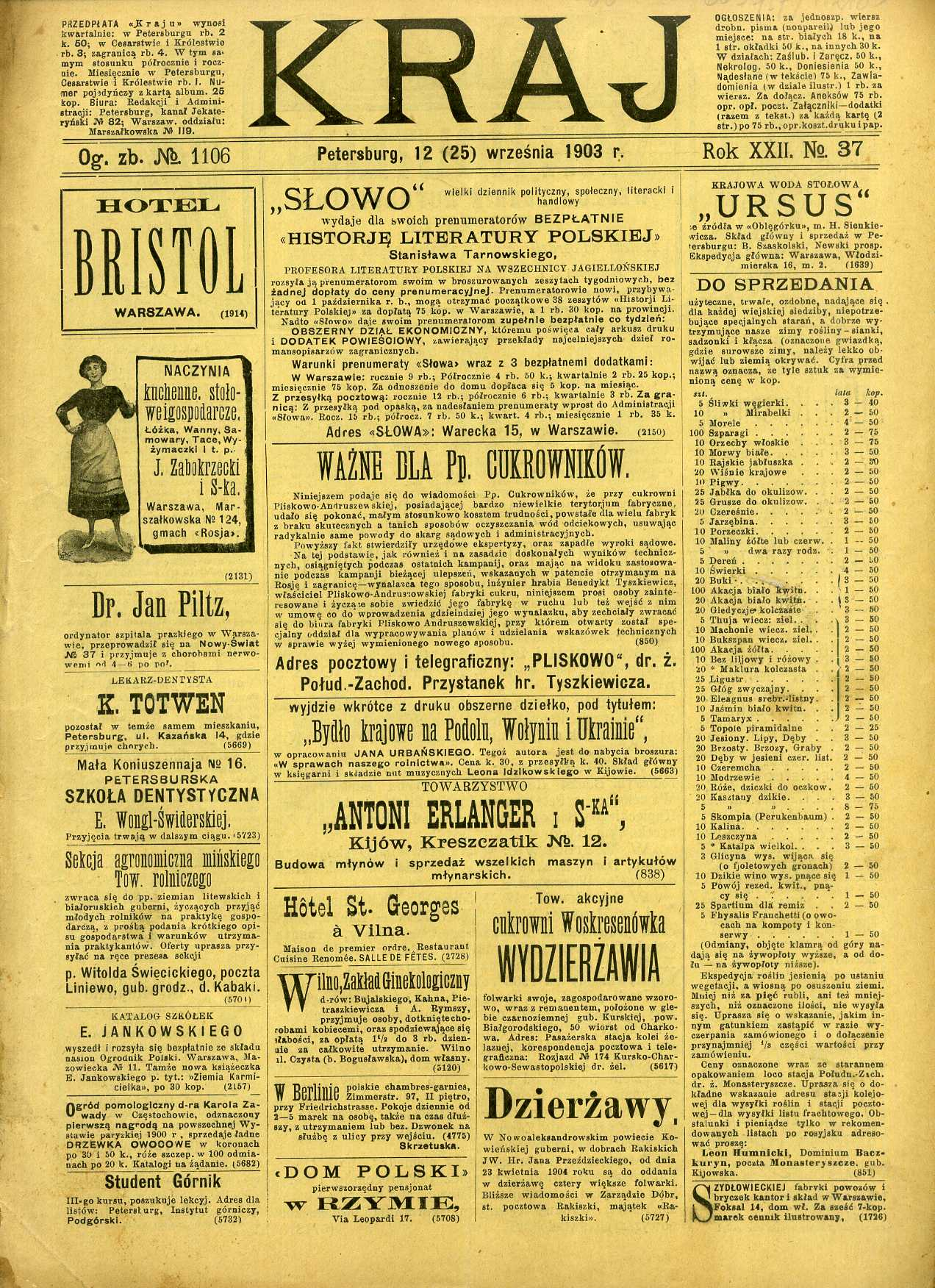
Okładka tygodnika Kraj. 1903 rok.

Kraj – polski tygodnik społeczno-polityczny o charakterze konserwatywnym wydawany w latach 1882–1909 w Petersburgu. Jego założycielami i redaktorami byli Włodzimierz Spasowicz i Erazm Piltz. Redaktorem do 1906 był Piltz, zaś od 1906 Bohdan Kutyłowski. Wsparcia finansowego udzielał mu m.in. Hipolit Wawelberg. Kraj osiągał duży nakład i miał ogólnopolski zasięg. Czytany był przede wszystkim w zaborze rosyjskim, gdzie kształtował tzw. politykę ugody polskich kręgów konserwatywnych z caratem. Z tygodnikiem współpracowali m.in. Marian Zdziechowski i Henryk Sienkiewicz.